# Tina Blau

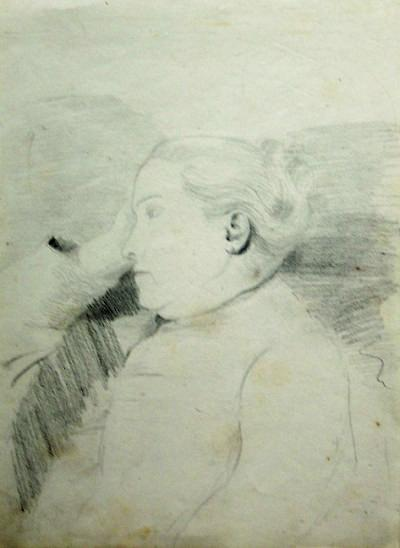
Tina Blau, zelfportret ca. 1885.

Tina Regina-Leopoldine Blau  (Wenen, 15 november 1845 – aldaar, 31 oktober 1916) was een Oostenrijks kunstschilderes. Haar stijl werd beïnvloed door het impressionisme. Ze werkte diverse periodes in Nederland.

## Leven en werk
Tina Blau was de dochter van een Joodse militaire arts. Haar vader stimuleerde haar ambities in de schilderkunst en ze studeerde van 1869 tot 1873 te München bij vooraanstaande kunstschilders, als Wilhelm Lindenschmit. In 1869 maakte ze op een internationale tentoonstelling in München kennis met de schilders van de School van Barbizon en in 1873 tijdens de Wereldtentoonstelling te Wenen met werken van de Haagse School. Het deed haar als een der eersten in de Duitstalige landen besluiten zich tot het impressionisme te bekeren, hoewel haar werk sterk geworteld bleef in het realisme, met veel aandacht voor stemmingen en atmosfeer. Samen met landschapsschilder Emil Jakob Schindler deelde ze in de jaren 1870 een atelier te München en maakte ze in 1875 een uitgebreide reis naar Nederland, waar ze verbleven in Amsterdam. Ook reisden ze samen naar Hongarije en Italië. Later maakte ze ook alleen nog uitgebreide reizen door Europa, onder meer opnieuw naar Nederland, waarbij ze onder andere werkte in Dordrecht (1903, 1907) en Friesland (rond 1910).
In 1879 opende Blau een atelier te Wenen, bij het Prater. In 1884 huwde ze de paardenschilder Heinrich Lang, bekeerde ze zich tot het christendom en vestigde zich weer te München. In 1892, na de dood van haar man, keerde ze weer terug naar Wenen. Blau nam in 1885 deel aan de Wereldtentoonstelling van Antwerpen, in 1889 aan de Wereltentoonstelling van Parijs en in 1893 aan de Wereldtentoonstelling van Chicago. Ze exposeerde haar werk ook in Berlijn, Dresden, Leipzig en Hamburg.
In 1897 was ze een van de oprichters van de Weense 'Kunstschule für Frauen und Mädchen', waaraan ze tot kort voor haar dood zou doceren. Ze overleed in 1915, bijna 71 jaar oud. Veel van haar werk is te zien in het Leopold Museum en het Joods Museum te Wenen. Ook het Museum Boijmans Van Beuningen te Rotterdam heeft een werk van Blau in haar collectie: Gezicht op Dordrecht met Grote Kerk (1907).

## Hollandse werken

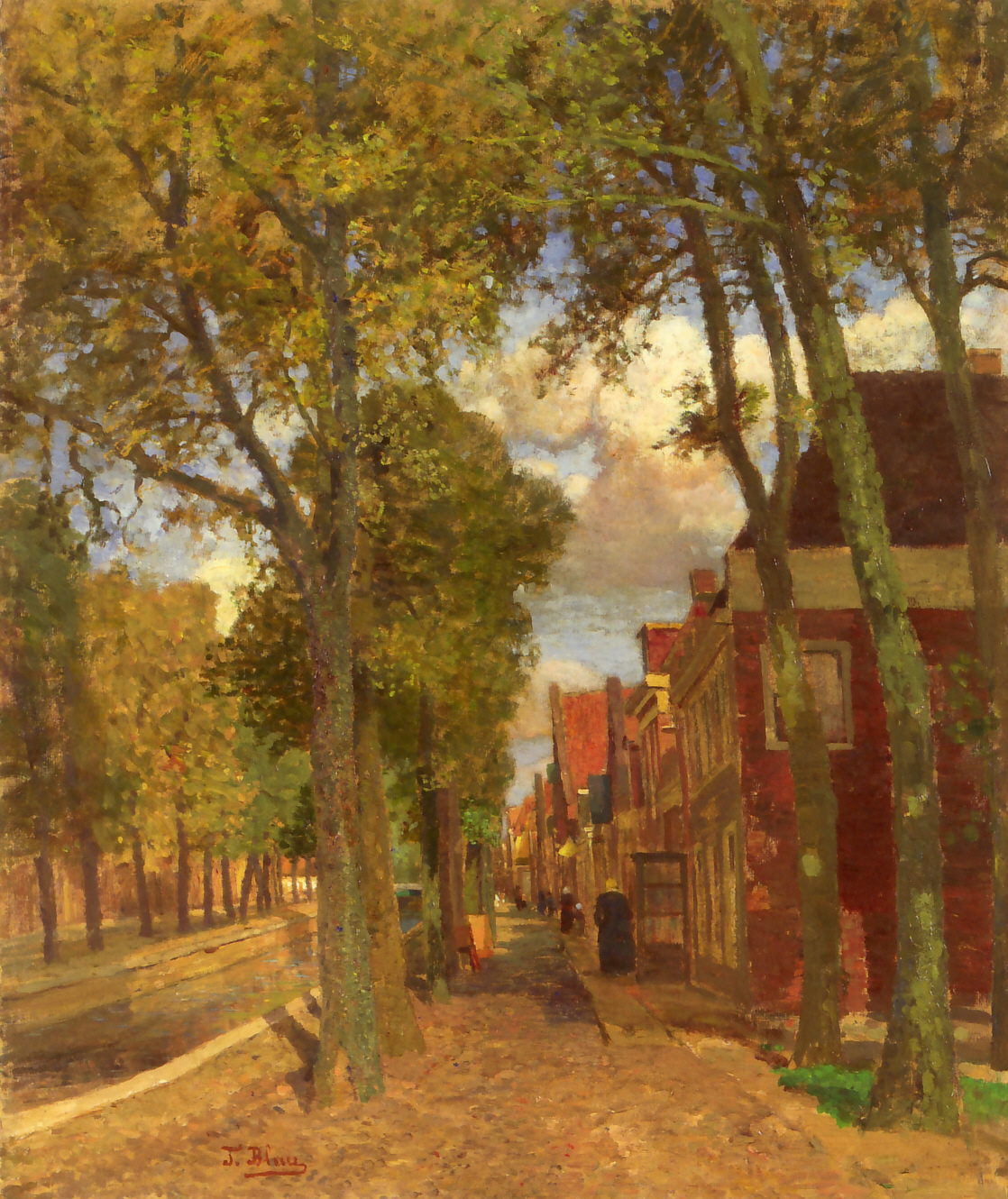
Kanaal in Friesland
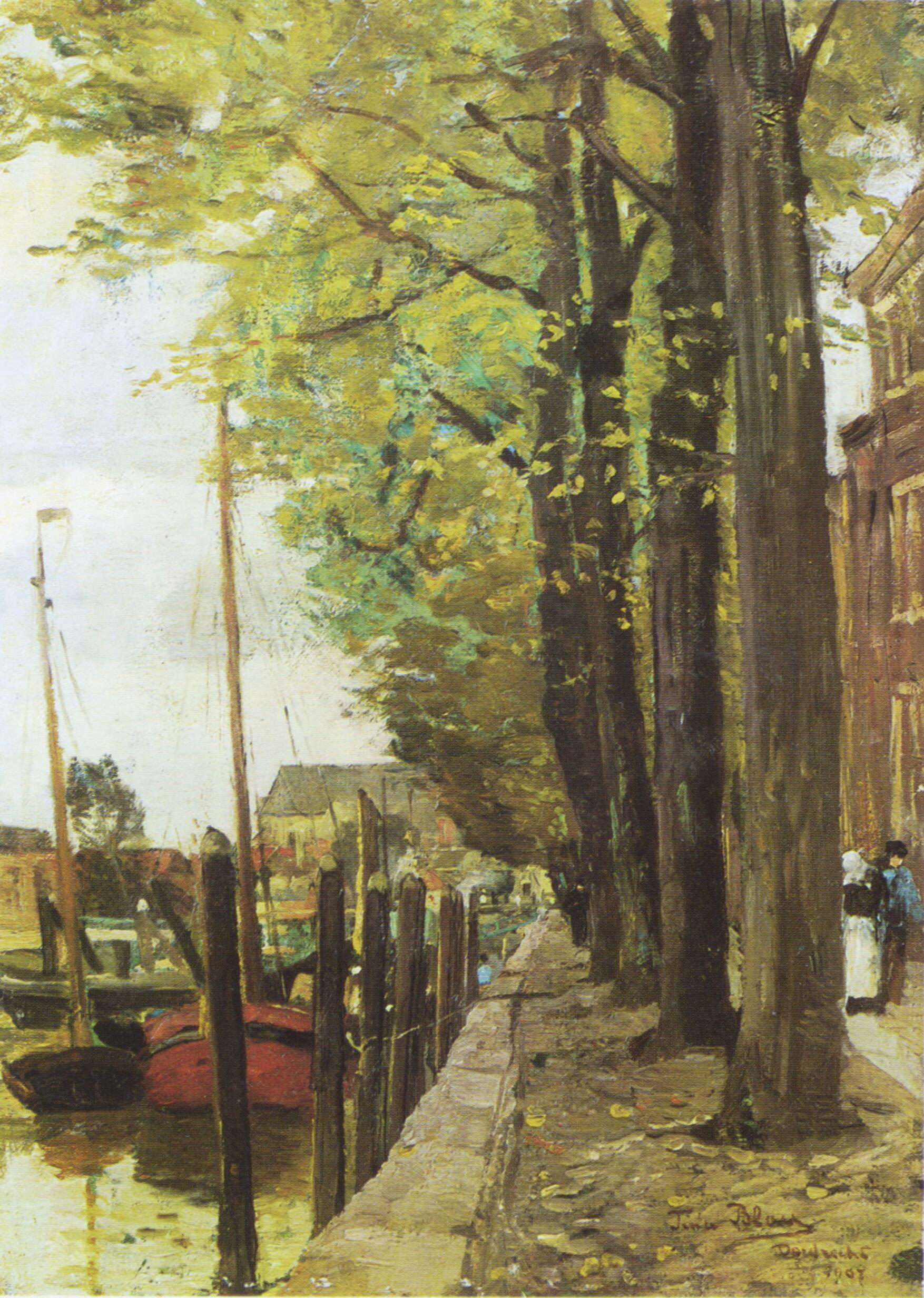
Dordrecht
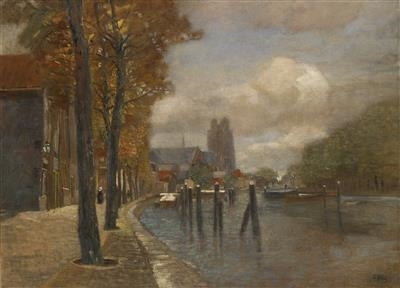
Kanaal in Dordrecht
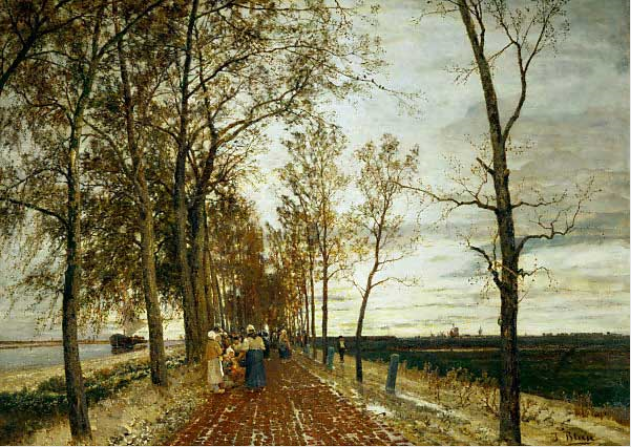
Laantje nabij Amsterdam
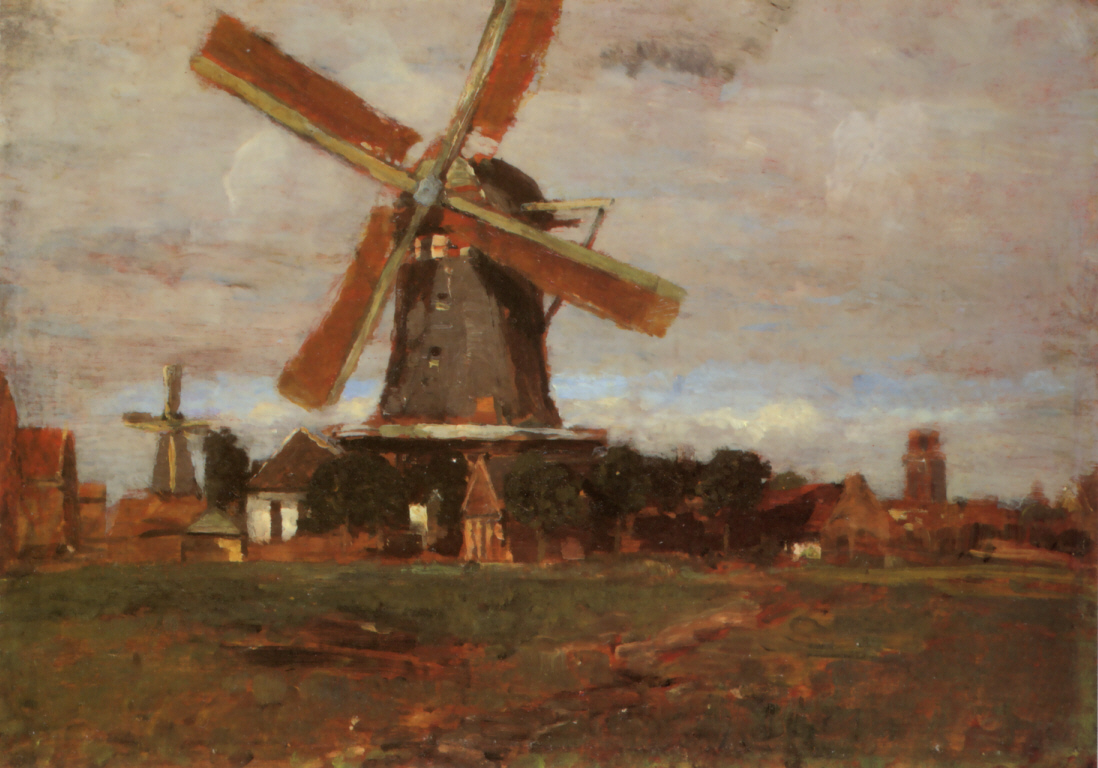
Windmolens bij Dordrecht
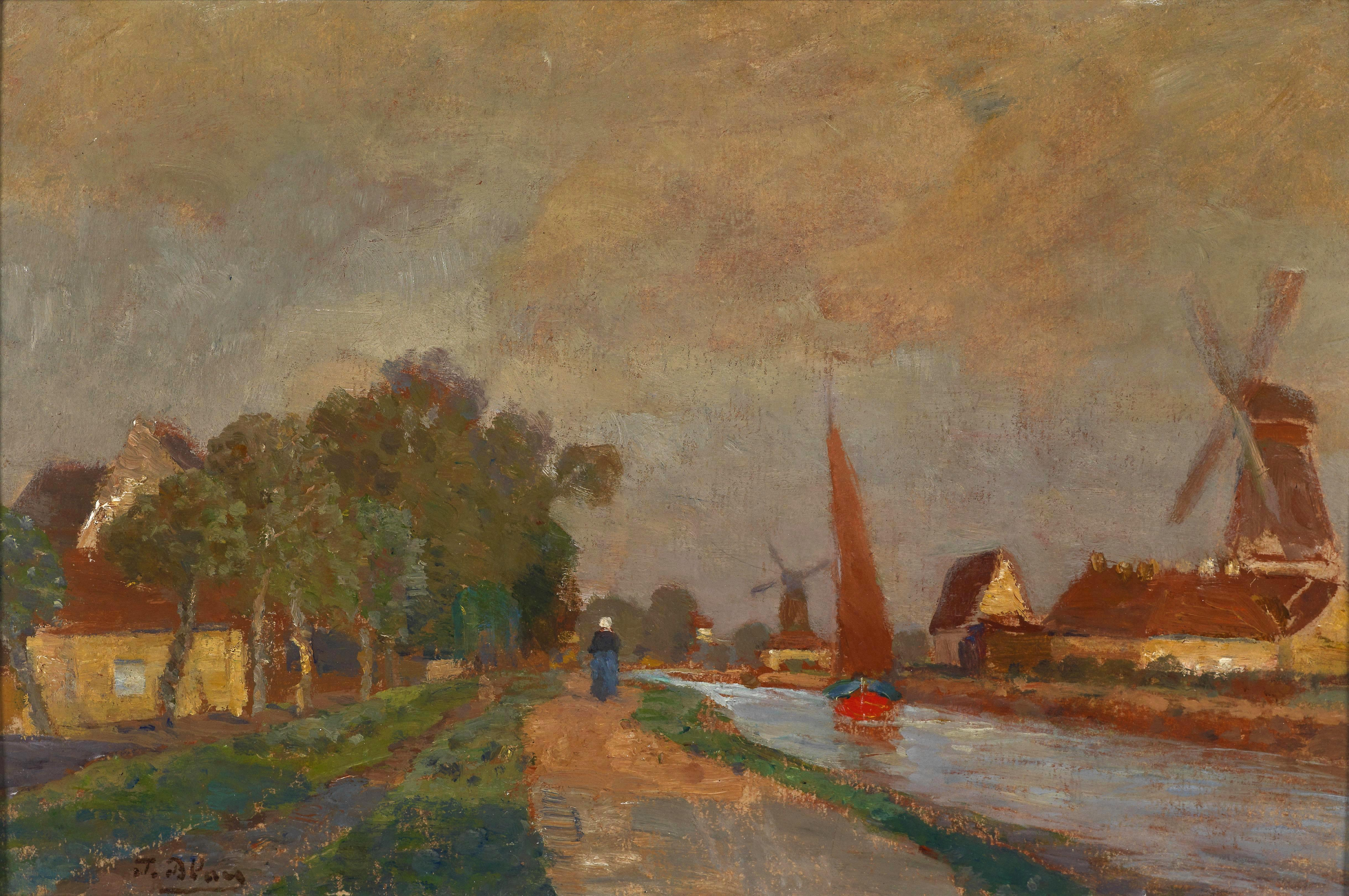
Motief uit Franeker
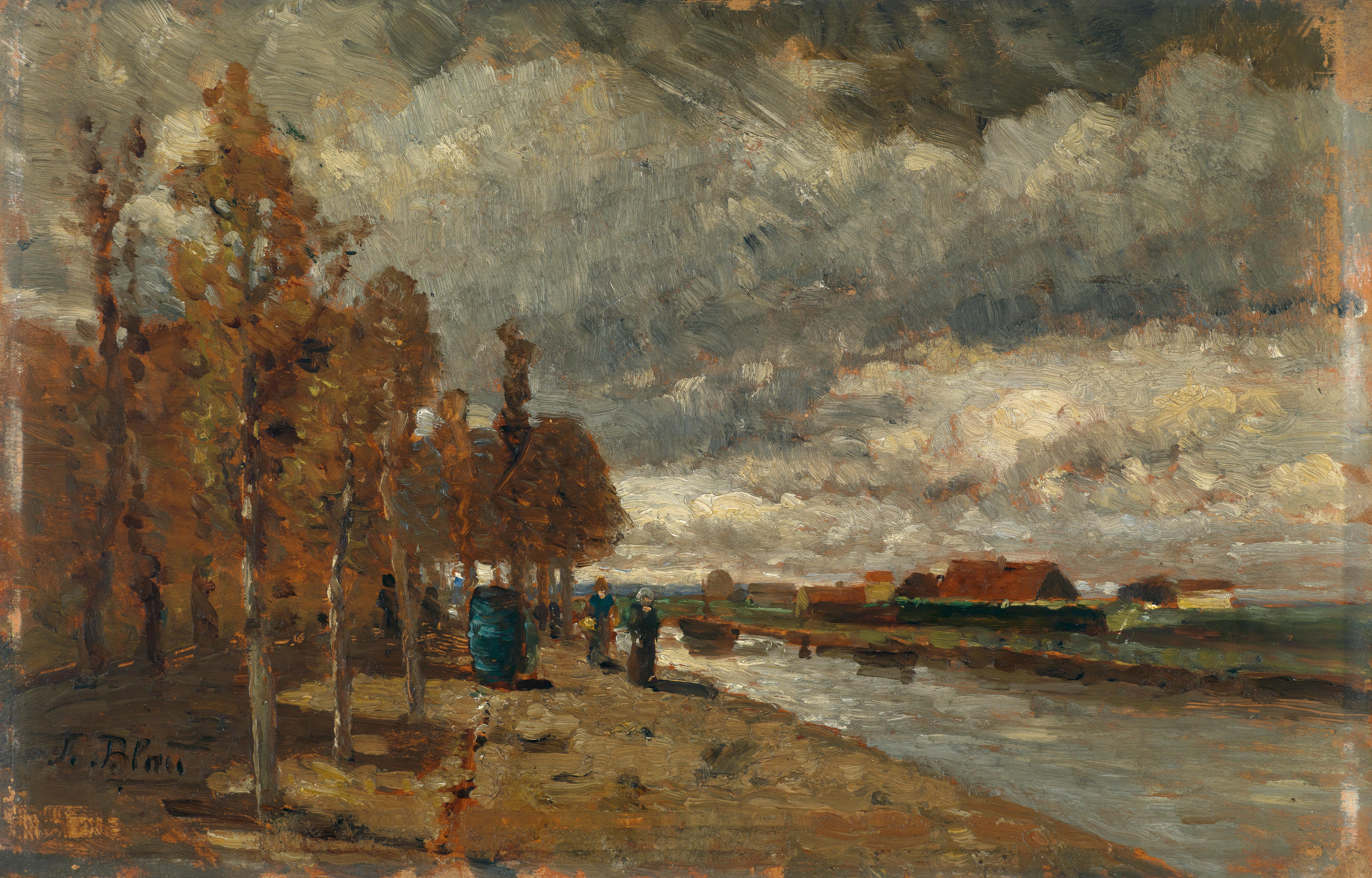
Kanaal in Holland
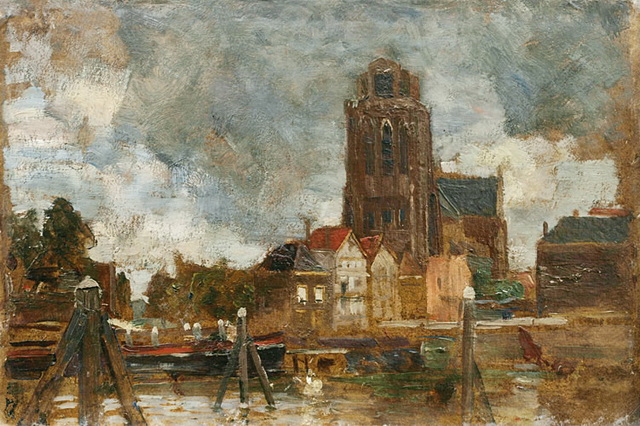
Gezicht op Dordrecht met Grote Kerk

## Enkele andere werken

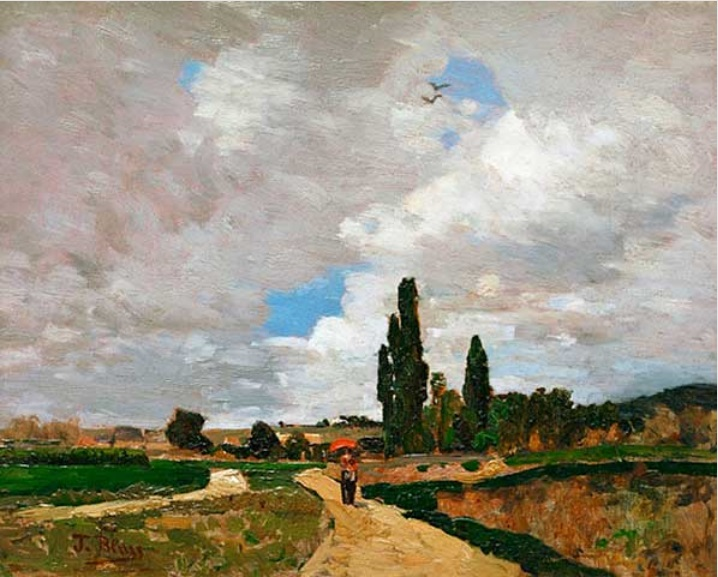
Sommer in Heiligenstadt
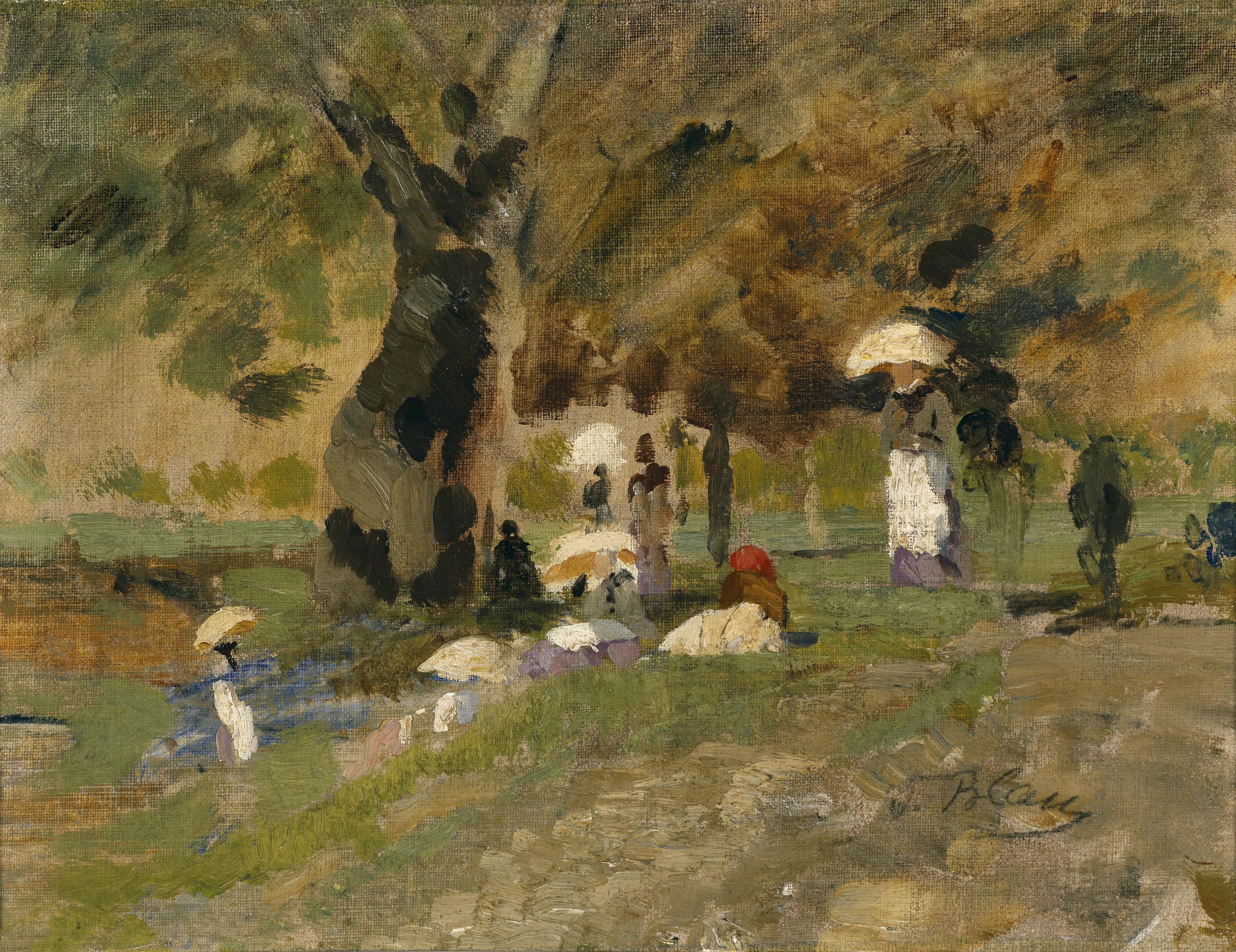
Sommertag im Prater
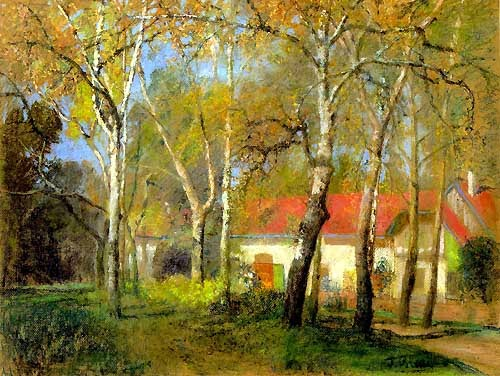
Trabrennstall
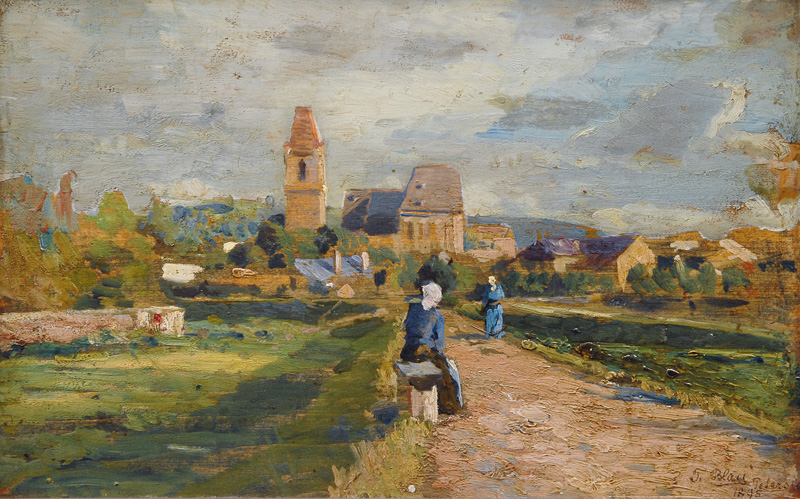
Garten bei Perchtoldsdorf